# Liste der Nummer-eins-Hits in Neuseeland (1995)
Dies ist eine Liste der Nummer-eins-Hits in Neuseeland im Jahr 1995. Sie basiert auf den offiziellen Single und Albums Top 40, die im Auftrag von Recorded Music NZ, dem neuseeländischen Vertreter der IFPI, ermittelt werden. Es gab in diesem Jahr 15 Nummer-eins-Singles und 21 Nummer-eins-Alben.

## Singles
| ← 1994 ← | Liste der Nummer-eins-Hits in Neuseeland | Liste der Nummer-eins-Hits in Neuseeland | Liste der Nummer-eins-Hits in Neuseeland | 1996 →                    |
| \| Zeitraum \| Wo. ges. \| Interpret \| Titel Autor(en) \| Zusätzliche Informationen \| \| (Zeitraum, Wochen auf Platz eins, Interpret, Titel, Autor[en], zusätzliche Informationen) \| \| \| \| \| \| ----------------------------------------------------------------------------------------- \| -------- \| ------------------------------- \| ------------------------------------ \| ------------------------- \| \| 1. Januar 1995 – 11. Februar 1995 6 Wochen (insgesamt 7) \| 7 \| Ini Kamoze \| Here Comes the Hotstepper \| – \| \| 12. Februar 1995 – 4. März 1995 3 Wochen \| 3 \| Silverchair \| Tomorrow \| – \| \| 5. März 1995 – 15. April 1995 6 Wochen \| 6 \| Rednex \| Cotton Eye Joe \| – \| \| 16. April 1995 – 20. Mai 1995 5 Wochen \| 5 \| Brownstone \| If You Love Me \| – \| \| 21. Mai 1995 – 27. Mai 1995 1 Woche \| 1 \| Janet Jackson \| Whoops Now \| – \| \| 28. Mai 1995 – 17. Juni 1995 3 Wochen \| 3 \| Rappin’ 4-Tay \| I’ll Be Around \| – \| \| 18. Juni 1995 – 15. Juli 1995 4 Wochen \| 4 \| Michael Jackson & Janet Jackson \| Scream \| – \| \| 16. Juli 1995 – 22. Juli 1995 1 Woche \| 1 \| U2 \| Hold Me, Thrill Me, Kiss Me, Kill Me \| – \| \| 23. Juli 1995 – 12. August 1995 3 Wochen \| 3 \| Portrait \| How Deep Is Your Love \| – \| \| 13. August 1995 – 9. September 1995 4 Wochen \| 4 \| TLC \| Waterfalls \| – \| \| 10. September 1995 – 30. September 1995 3 Wochen \| 3 \| Michael Jackson \| You Are Not Alone \| – \| \| 1. Oktober 1995 – 7. Oktober 1995 1 Woche (insgesamt 2) \| 2 \| Shaggy \| Boombastic \| – \| \| 8. Oktober 1995 – 14. Oktober 1995 1 Woche (insgesamt 2) \| 2 \| Mariah Carey \| Fantasy \| – \| \| 15. Oktober 1995 – 21. Oktober 1995 1 Woche (insgesamt 2) \| 2 \| Shaggy \| Boombastic \| – \| \| 22. Oktober 1995 – 28. Oktober 1995 1 Woche (insgesamt 2) \| 2 \| Mariah Carey \| Fantasy \| – \| \| 29. Oktober 1995 – 23. Dezember 1995 8 Wochen (insgesamt 11) \| 11 \| Coolio feat. L. V. \| Gangsta’s Paradise \| – \| \| 24. Dezember 1995 – 30. Dezember 1995 1 Woche (insgesamt 2) \| 2 \| Mariah Carey & Boyz II Men \| One Sweet Day \| – \| \| 31. Dezember 1995 – 20. Januar 1996 3 Wochen (insgesamt 11) \| 11 \| Coolio feat. L. V. \| Gangsta’s Paradise \| – \| |                                          |                                          |                                          |                           |
| ← 1994 |                                          |                                          |                                          | → 1996 →                  |
| Zeitraum | Wo. ges.                                 | Interpret                                | Titel Autor(en)                          | Zusätzliche Informationen |
| (Zeitraum, Wochen auf Platz eins, Interpret, Titel, Autor[en], zusätzliche Informationen) |                                          |                                          |                                          |                           |
| 1. Januar 1995 – 11. Februar 1995 6 Wochen (insgesamt 7) | 7                                        | Ini Kamoze                               | Here Comes the Hotstepper                | –                         |
| 12. Februar 1995 – 4. März 1995 3 Wochen | 3                                        | Silverchair                              | Tomorrow                                 | –                         |
| 5. März 1995 – 15. April 1995 6 Wochen | 6                                        | Rednex                                   | Cotton Eye Joe                           | –                         |
| 16. April 1995 – 20. Mai 1995 5 Wochen | 5                                        | Brownstone                               | If You Love Me                           | –                         |
| 21. Mai 1995 – 27. Mai 1995 1 Woche | 1                                        | Janet Jackson                            | Whoops Now                               | –                         |
| 28. Mai 1995 – 17. Juni 1995 3 Wochen | 3                                        | Rappin’ 4-Tay                            | I’ll Be Around                           | –                         |
| 18. Juni 1995 – 15. Juli 1995 4 Wochen | 4                                        | Michael Jackson & Janet Jackson          | Scream                                   | –                         |
| 16. Juli 1995 – 22. Juli 1995 1 Woche | 1                                        | U2                                       | Hold Me, Thrill Me, Kiss Me, Kill Me     | –                         |
| 23. Juli 1995 – 12. August 1995 3 Wochen | 3                                        | Portrait                                 | How Deep Is Your Love                    | –                         |
| 13. August 1995 – 9. September 1995 4 Wochen | 4                                        | TLC                                      | Waterfalls                               | –                         |
| 10. September 1995 – 30. September 1995 3 Wochen | 3                                        | Michael Jackson                          | You Are Not Alone                        | –                         |
| 1. Oktober 1995 – 7. Oktober 1995 1 Woche (insgesamt 2) | 2                                        | Shaggy                                   | Boombastic                               | –                         |
| 8. Oktober 1995 – 14. Oktober 1995 1 Woche (insgesamt 2) | 2                                        | Mariah Carey                             | Fantasy                                  | –                         |
| 15. Oktober 1995 – 21. Oktober 1995 1 Woche (insgesamt 2) | 2                                        | Shaggy                                   | Boombastic                               | –                         |
| 22. Oktober 1995 – 28. Oktober 1995 1 Woche (insgesamt 2) | 2                                        | Mariah Carey                             | Fantasy                                  | –                         |
| 29. Oktober 1995 – 23. Dezember 1995 8 Wochen (insgesamt 11) | 11                                       | Coolio feat. L. V.                       | Gangsta’s Paradise                       | –                         |
| 24. Dezember 1995 – 30. Dezember 1995 1 Woche (insgesamt 2) | 2                                        | Mariah Carey & Boyz II Men               | One Sweet Day                            | –                         |
| 31. Dezember 1995 – 20. Januar 1996 3 Wochen (insgesamt 11) | 11                                       | Coolio feat. L. V.                       | Gangsta’s Paradise                       | –                         |

## Alben
| ← 1994 ← | Liste der Nummer-eins-Hits in Neuseeland | Liste der Nummer-eins-Hits in Neuseeland | Liste der Nummer-eins-Hits in Neuseeland         | 1996 →                    |
| \| Zeitraum \| Wo. ges. \| Interpret \| Titel \| Zusätzliche Informationen \| \| (Zeitraum, Wochen auf Platz eins, Interpret, Titel, zusätzliche Informationen) \| \| \| \| \| \| ------------------------------------------------------------------------------ \| -------- \| --------------------- \| ------------------------------------------------ \| ------------------------- \| \| 25. Dezember 1994 – 11. Februar 1995 7 Wochen (insgesamt 11) \| 11 \| (Soundtrack) \| Forrest Gump \| – \| \| 12. Februar 1995 – 18. März 1995 5 Wochen \| 5 \| (Soundtrack) \| The Adventures of Priscilla, Queen of the Desert \| – \| \| 19. März 1995 – 25. März 1995 1 Woche (insgesamt 4) \| 4 \| The Cranberries \| No Need to Argue \| – \| \| 26. März 1995 – 22. April 1995 4 Wochen \| 4 \| Bruce Springsteen \| Greatest Hits \| – \| \| 23. April 1995 – 20. Mai 1995 4 Wochen \| 4 \| Green Day \| Dookie \| – \| \| 21. Mai 1995 – 27. Mai 1995 1 Woche \| 1 \| Joshua Kadison \| Painted Desert Serenade \| – \| \| 28. Mai 1995 – 17. Juni 1995 3 Wochen (insgesamt 4) \| 4 \| The Cranberries \| No Need to Argue \| – \| \| 18. Juni 1995 – 24. Juni 1995 1 Woche \| 1 \| Deep Forest \| Bohème \| – \| \| 25. Juni 1995 – 1. Juli 1995 1 Woche \| 1 \| Pink Floyd \| Pulse \| – \| \| 2. Juli 1995 – 5. August 1995 5 Wochen \| 5 \| Michael Jackson \| HIStory – Past, Present and Future Book I \| – \| \| 6. August 1995 – 19. August 1995 2 Wochen (insgesamt 3) \| 3 \| Live \| Throwing Copper \| – \| \| 20. August 1995 – 26. August 1995 1 Woche \| 1 \| Real McCoy \| Another Night \| – \| \| 27. August 1995 – 2. September 1995 1 Woche (insgesamt 3) \| 3 \| Live \| Throwing Copper \| – \| \| 3. September 1995 – 16. September 1995 2 Wochen \| 2 \| TLC \| CrazySexyCool \| – \| \| 17. September 1995 – 23. September 1995 1 Woche (insgesamt 4) \| 4 \| Hootie & the Blowfish \| Cracked Rear View \| – \| \| 24. September 1995 – 30. September 1995 1 Woche \| 1 \| Red Hot Chili Peppers \| One Hot Minute \| – \| \| 1. Oktober 1995 – 21. Oktober 1995 3 Wochen (insgesamt 4) \| 4 \| Hootie & the Blowfish \| Cracked Rear View \| – \| \| 22. Oktober 1995 – 28. Oktober 1995 1 Woche \| 1 \| Mariah Carey \| Daydream \| – \| \| 29. Oktober 1995 – 4. November 1995 1 Woche (insgesamt 2) \| 2 \| Janet Jackson \| Design of a Decade 1986/1996 \| – \| \| 5. November 1995 – 11. November 1995 1 Woche \| 1 \| The Smashing Pumpkins \| Mellon Collie and the Infinite Sadness \| – \| \| 12. November 1995 – 18. November 1995 1 Woche (insgesamt 2) \| 2 \| Janet Jackson \| Design of a Decade 1986/1996 \| – \| \| 19. November 1995 – 2. Dezember 1995 2 Wochen (insgesamt 3) \| 3 \| Queen \| Made in Heaven \| – \| \| 3. Dezember 1995 – 9. Dezember 1995 1 Woche \| 1 \| k. d. lang \| All You Can Eat \| – \| \| 10. Dezember 1995 – 16. Dezember 1995 1 Woche \| 1 \| The Beatles \| Anthology I \| – \| \| 17. Dezember 1995 – 23. Dezember 1995 1 Woche (insgesamt 3) \| 3 \| Queen \| Made in Heaven \| – \| \| 24. Dezember 1995 – 13. Januar 1996 3 Wochen \| 3 \| Elton John \| Love Songs \| – \| |                                          |                                          |                                                  |                           |
| ← 1994 |                                          |                                          |                                                  | → 1996 →                  |
| Zeitraum | Wo. ges.                                 | Interpret                                | Titel                                            | Zusätzliche Informationen |
| (Zeitraum, Wochen auf Platz eins, Interpret, Titel, zusätzliche Informationen) |                                          |                                          |                                                  |                           |
| 25. Dezember 1994 – 11. Februar 1995 7 Wochen (insgesamt 11) | 11                                       | (Soundtrack)                             | Forrest Gump                                     | –                         |
| 12. Februar 1995 – 18. März 1995 5 Wochen | 5                                        | (Soundtrack)                             | The Adventures of Priscilla, Queen of the Desert | –                         |
| 19. März 1995 – 25. März 1995 1 Woche (insgesamt 4) | 4                                        | The Cranberries                          | No Need to Argue                                 | –                         |
| 26. März 1995 – 22. April 1995 4 Wochen | 4                                        | Bruce Springsteen                        | Greatest Hits                                    | –                         |
| 23. April 1995 – 20. Mai 1995 4 Wochen | 4                                        | Green Day                                | Dookie                                           | –                         |
| 21. Mai 1995 – 27. Mai 1995 1 Woche | 1                                        | Joshua Kadison                           | Painted Desert Serenade                          | –                         |
| 28. Mai 1995 – 17. Juni 1995 3 Wochen (insgesamt 4) | 4                                        | The Cranberries                          | No Need to Argue                                 | –                         |
| 18. Juni 1995 – 24. Juni 1995 1 Woche | 1                                        | Deep Forest                              | Bohème                                           | –                         |
| 25. Juni 1995 – 1. Juli 1995 1 Woche | 1                                        | Pink Floyd                               | Pulse                                            | –                         |
| 2. Juli 1995 – 5. August 1995 5 Wochen | 5                                        | Michael Jackson                          | HIStory – Past, Present and Future Book I        | –                         |
| 6. August 1995 – 19. August 1995 2 Wochen (insgesamt 3) | 3                                        | Live                                     | Throwing Copper                                  | –                         |
| 20. August 1995 – 26. August 1995 1 Woche | 1                                        | Real McCoy                               | Another Night                                    | –                         |
| 27. August 1995 – 2. September 1995 1 Woche (insgesamt 3) | 3                                        | Live                                     | Throwing Copper                                  | –                         |
| 3. September 1995 – 16. September 1995 2 Wochen | 2                                        | TLC                                      | CrazySexyCool                                    | –                         |
| 17. September 1995 – 23. September 1995 1 Woche (insgesamt 4) | 4                                        | Hootie & the Blowfish                    | Cracked Rear View                                | –                         |
| 24. September 1995 – 30. September 1995 1 Woche | 1                                        | Red Hot Chili Peppers                    | One Hot Minute                                   | –                         |
| 1. Oktober 1995 – 21. Oktober 1995 3 Wochen (insgesamt 4) | 4                                        | Hootie & the Blowfish                    | Cracked Rear View                                | –                         |
| 22. Oktober 1995 – 28. Oktober 1995 1 Woche | 1                                        | Mariah Carey                             | Daydream                                         | –                         |
| 29. Oktober 1995 – 4. November 1995 1 Woche (insgesamt 2) | 2                                        | Janet Jackson                            | Design of a Decade 1986/1996                     | –                         |
| 5. November 1995 – 11. November 1995 1 Woche | 1                                        | The Smashing Pumpkins                    | Mellon Collie and the Infinite Sadness           | –                         |
| 12. November 1995 – 18. November 1995 1 Woche (insgesamt 2) | 2                                        | Janet Jackson                            | Design of a Decade 1986/1996                     | –                         |
| 19. November 1995 – 2. Dezember 1995 2 Wochen (insgesamt 3) | 3                                        | Queen                                    | Made in Heaven                                   | –                         |
| 3. Dezember 1995 – 9. Dezember 1995 1 Woche | 1                                        | k. d. lang                               | All You Can Eat                                  | –                         |
| 10. Dezember 1995 – 16. Dezember 1995 1 Woche | 1                                        | The Beatles                              | Anthology I                                      | –                         |
| 17. Dezember 1995 – 23. Dezember 1995 1 Woche (insgesamt 3) | 3                                        | Queen                                    | Made in Heaven                                   | –                         |
| 24. Dezember 1995 – 13. Januar 1996 3 Wochen | 3                                        | Elton John                               | Love Songs                                       | –                         |